# Bucak
Bucak este un oraș din Turcia.

## Orașe înfrățite
- Krotoszyn, Polonia